# 強烈熱帶風暴羅斯

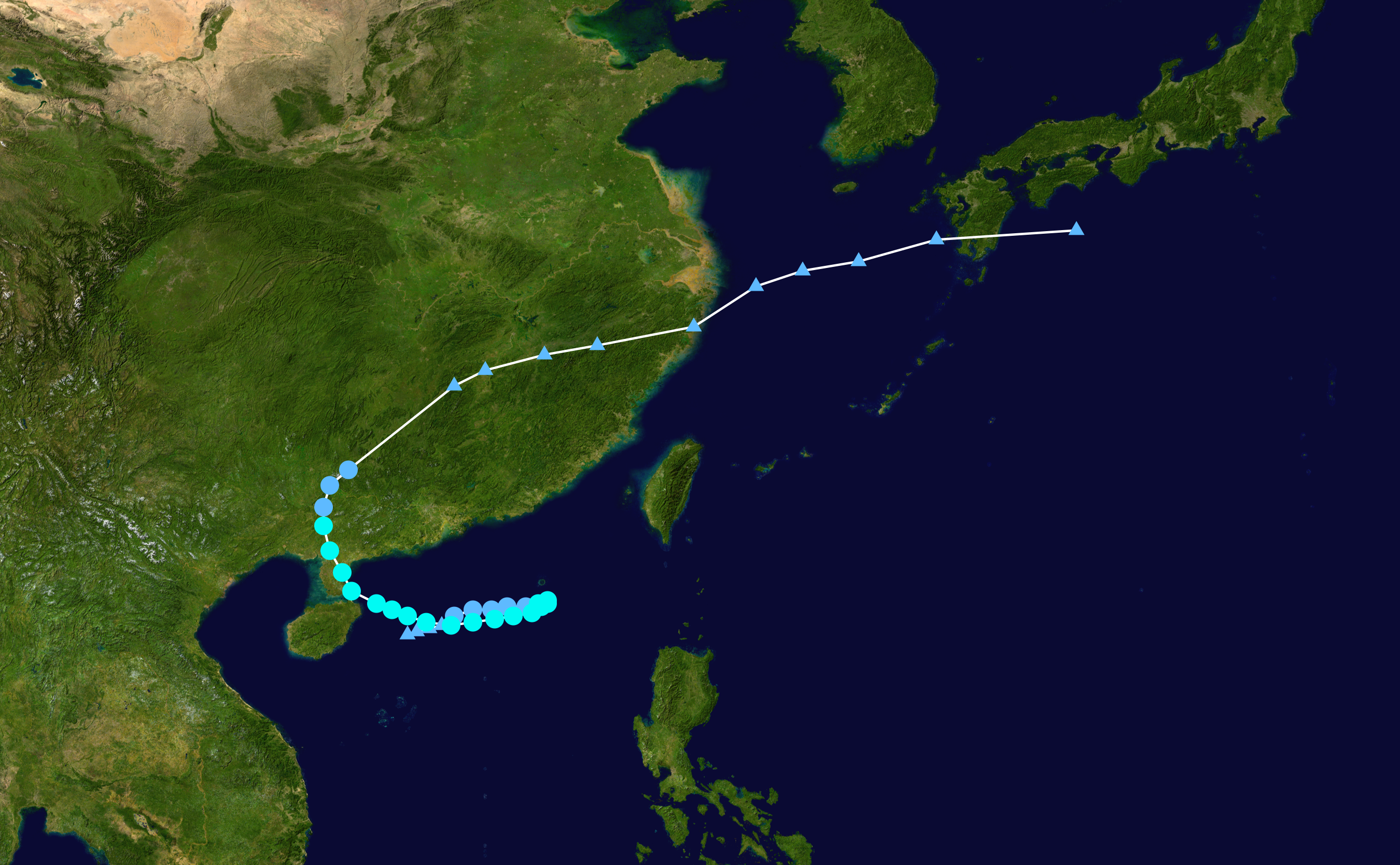
路徑圖

強烈熱帶風暴羅斯是1994年太平洋台风季中的其中一個热带气旋。

## 氣象歷史
6月3日下午，與南海低壓槽相關的一個低壓區在香港以南約290公里處發展成熱帶低氣壓羅斯。它最初以時速約13公里向東移動，羅斯當晚迅速增強成熱帶風暴。它於6月5日凌晨在東沙以南約60公里處掠過。羅斯大幅減慢，於當日早上較後時間在香港之東南約380公里增強成強烈熱帶風暴。然後，它轉向西南偏西移動，並於6月7日在香港以南約330公里處短暫減弱為熱帶風暴。羅斯當晚再次增強為強烈熱帶風暴，並向西北偏西移向海南島以東及雷州。它於6月8日下午在湛江附近的廣東西部沿岸登陸。羅斯進一步移入內陸，減弱為熱帶低氣壓，並於翌日在內陸消散。

## 影響
中国
拉斯及與其相關的傾盆大雨為華南造成巨大損失。在廣東，59人喪生、684人受傷、另外16人失踪。約690000所房屋遭到破壞，253000人無家可歸。此外，山洪暴發摧毀了53萬公頃農田。受災最嚴重的湛江及茂名市，多條主要道路被中斷。電訊、水及電力供應亦遭受不同程度的破壞。廣東的經濟損失估計為58億元人民幣。在廣西，14人喪生、37人受傷。約17萬公頃農田被毀，共35000間房屋遭破壞。全省經濟損失4.8億元人民幣。在海南島，羅斯造成1人死亡、5人受傷。大約2430公頃農田被洪水淹沒，一些灌溉工程被破壞。
 英屬香港
當地懸掛最高風球信號： 三號強風信號
羅斯在6月3日下午2時左右形成時，最接近香港。當時它向東移動，因此對當地並未即時構成威脅。但當羅斯在6月5日向西南偏西移動時，一號戒備信號在早上10時10分懸掛，當時羅斯集結在香港之東南約390公里。當日香港天氣大致天晴，吹和緩東北風。當東風逐漸增強時，三號強風信號在6月6日下午3時30分懸掛。天文台在當晚6時錄得最低海平面氣壓為1002.8百帕斯卡，當時羅斯位於香港之東南偏南。6月7日天氣轉壞，開始有驟雨。隨着羅斯繼續遠離香港，當地風力普遍緩和，所有信號在當日下午3時45分除下。然而，香港的驟雨天氣持續了幾日。
在香港，觀塘有棚架倒塌報告。巴拿馬貨輪“IONIAN SUN”在羅斯影響時遇險，當時它位於香港之東南約200公里處。

## 外部連結
- . 國立情報學研究所. （英文）